# Ганнівка (Калінінградська область)
Ганнівка (рос. Ганновка) — селище Німанського району, Калінінградської області Росії. Входить до складу Лунінського сільського поселення.
Населення —  40 осіб (2015 рік). 